# Atakapa (etnia)

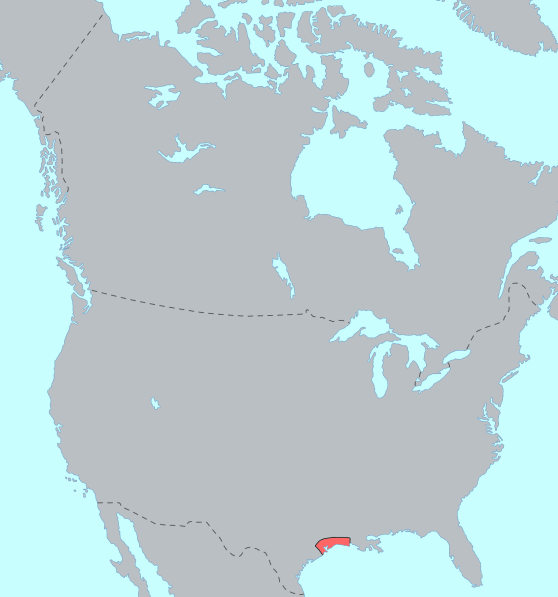
La distribución del pre-contacto de Atakapa.

La etnia atakapa o atacapa es un pueblo indígena de los bosques del sudeste de Norteamérica, que hablaba el idioma atákapa e históricamente vivía a lo largo del golfo de México. Se autodenominaban ishak, que se traduce como "el pueblo", sin embargo a sí mismos, dentro de la tribu se dicen Pueblo del amanecer o Gente del sol. Aunque los atakapas fueron diezmados por las enfermedades infecciosas tras el contacto con los europeos, sus descendientes aún viven en Luisiana y Texas. Los descendientes atakapa-ishak tuvieron una reunión en 2006.
Su nombre attakapa viene del idioma choctaw y significa «devorador de hombres», este fue el nombre con el que los conocieron los españoles. Sus pueblos estaban en los valles fluviales, a lo largo de lagos, costas y de la bahía de Galveston (Texas) a Vermilion Bay (Luisiana).
Después de 1762, cuando la Luisiana fue comprada por España, poco se escribió de los atakapas. Las enfermedades infecciosas y las epidemias de finales del siglo XVIII causaron muchas muertes entre ese pueblo. Los sobrevivientes se unieron a los caddos, koasatis, y otras tribus vecinas, aunque hay pruebas de algunos atakapas que sobrevivieron culturalmente hasta el siglo XX.

## Tribus

### Tribus atakapanas occidentales
- Akokisa, vivieron a lo largo del curso inferior de los ríos Trinidad y San Jacinto y en las costas al este de la bahía de Galveston.[1]
- Atakapa, esta tribu fue la que dio nombre a la etnia, se ubicaban en el lago Calcasieu, actual lago Charles.[1]
- Bidai, vivieron a los alrededores del arroyo Bedias, tributario del río Neches, Texas.[1]
- Deadose, tribu muy relacionada con los bidai.[1]
- Orcoquiza, vivían al norte de la bahía Galveston, a lo largo de los ríos Trinidad y Colorado.[8]
- Patiri, merodeaban al norte del valle del río San Jacinto, Texas.[1]
- Tlacopsel, se encontraban al sureste de Texas, colindando con el territorio de varias tribus coahuiltecas y karankawas.[9]

### Tribus atakapanas orientales
Se tiene conocimiento de una tribu atakapa asentada en lo que ahora es Acadia, Luisiana.

## Historia
La historia oral de los atakapas dice que vinieron del mar, que un profeta ancestral hizo sus normas de conducta y su filosofía de vida.
El primer contacto europeo con el pueblo atakapa puede haber sido en 1528 por los sobrevivientes de la expedición del español Pánfilo de Narváez. Dos barcos encallaron en la costa. Uno llegó a la nación karankawa, mientras que el otro probablemente llegó a la isla de Galveston. Este último dijo haber conocido un grupo que se llamaban a sí mismos los han, que pudieron haber sido los akokisa.
En 1703, Jean-Baptiste Le Moyne, el gobernador francés de La Luisiana, envió a tres hombres a explorar la costa oeste del río Misisipi. La séptima nación que encontraron fueron los atakapa, los cuales capturaron y canibalizaron a uno de los miembros de la expedición. En 1714, esta tribu hostigó a Jean-Michel de Lepinay, quien fue gobernador interino de Luisiana francesa entre 1717 y 1718, mientras estaba fortificando Dauphin Island, Alabama.
Los choctaw dijeron a los franceses colonizadores que los "Pueblos del Oeste" (Coahuiltecos, Atakapas, Tonkawas, Karankawas) eran tribus salvajes y nómadas. De hecho, el nombre atakapa es un nombre choctaw que significa "comedor de gente" (hattak "persona", apa "comer"), una referencia a la práctica antropofágica ritual. Varios de los pueblos del golfo practicaban esto con los prisioneros de guerra.
Un explorador francés, François Simars de Bellisle, vivió entre los atakapas en 1719-1721. Describió entre los atakapas prácticas de canibalismo, que observó de primera mano. Esa práctica probablemente era un ritual religioso o bien, para intimidar a sus enemigos.
El historiador francés Antoine-Simon Le Page du Pratz vivió en Luisiana entre 1718 y 1734, tenía en ese entonces 16 años. Escribió:

A lo largo de la costa oeste, no lejos del mar, vive la nación llamada Atacapas [sic], es decir, 'comedores de hombres', siendo así llamados por las otras naciones por causa de su detestable costumbre de comerse a sus enemigos, o que ellos creen que son sus enemigos. En el vasto país no hay otros caníbales que encontrar, además de los Atacapas, y puesto que los franceses han estado con ellos, que han levantado en ellos tan gran horror de esa abominable práctica de devorar criaturas de su misma especie, que se han comprometido a dejarla, y, en consecuencia, por un largo tiempo pasado no hemos oído hablar de ninguna barbaridad semejante entre ellos.
Antoine-Simon Le Page du Pratz

Louis Leclerc Milfort, un viajero francés que pasó 20 años viviendo en Muscogee Creek, estuvo con los atakapas en 1781, durante uno de sus viajes y escribió:

El bosque en el que entonces estábamos era lo suficientemente espeso como para que ninguno de mis hombres se viera. Los formé en tres destacamentos, de tal manera que esos salvajes quedaran rodeados, y no dejarles otra vía de retirada que por el estanque.

Entonces les hice moverse hacia adelante, y envié adelante un jefe subordinado a determinar a qué nación pertenecían estos salvajes, y cuáles serían sus intenciones hacia nosotros. Pronto se nos aseguró que eran Atakapas, los cuales, en cuanto nos vieron, lejos de tratar de defenderse, nos mostraron signos de paz y amistad. Había ciento ochenta [180] de ellos, de ambos sexos, ocupados, como sospechábamos, en ahumar carne. Tan pronto como mis tres destacamentos salieron del bosque, vi a uno de estos salvajes venir directamente hacia mí: a primera vista, me di cuenta de que él no pertenecía a la nación Atakapa, se dirigió a mí con educación y de manera fácil, inusual entre estos salvajes.
Les ofreció comida y bebida a mis guerreros, lo que acepté, al tiempo que expresé mi gratitud. Se sirvió carne a todo mi destacamento, y durante el tiempo de cerca de seis horas que me quedé con este hombre, me enteré de que él era un europeo, que había sido jesuita, y que después de haber ido a México, estas personas le habían elegido como su jefe. Él hablaba francés bastante bien. Me dijo que su nombre era José, pero no me enteré de qué parte de Europa vino. Me informó que el nombre Atakapa, que significa comedor de hombres, había sido dado a esta nación por los españoles porque cada vez que capturaban a uno de ellos, lo asaban con vida, pero que no se lo comían; que actuaban así con esta nación para vengar a sus antepasados por la tortura que les hicieron pasar cuando llegaron para tomar posesión de México; que si algunos ingleses o franceses se quedaban perdidos en esta región de la bahía, los Atakapas les daban la bienvenida con amabilidad, les daban hospitalidad, y si no querían quedarse con ellos, los llevaban con los Akanças, desde donde podrían fácilmente ir a Nueva Orleáns.
Él me dijo: "Aquí usted puede ver alrededor de la mitad de la nación de los Atakapas, la otra mitad está más lejos, tenemos el hábito de dividirnos en dos o tres grupos para cazar mejor los bisontes; en primavera se vuelven hacia el oeste, y en otoño bajan a esta parte, hay manadas que llegan hasta el Misuri, los cazamos con flechas.
Nuestros jóvenes cazadores son muy hábiles en esta caza. Usted comprende, por otra parte, que estos animales están en muy gran número, y son tan mansos como si fueran criados en una granja, en consecuencia, tenemos mucho cuidado de no asustarlos cuando se quedan en una pradera o en un bosque; acampamos cerca de ellos para que se acostumbren a vernos, y los seguimos en todas sus andanzas, por lo que no pueden alejarse de nosotros; usamos su carne para alimentarnos y sus pieles para hacer vestidos, yo he estado viviendo con esta gente por más de once años... Estoy feliz y satisfecho aquí, y no tengo el menor deseo de volver a Europa. Tengo seis hijos que amo mucho, y con los que quiero terminar mis días."

Cuando mis guerreros estuvieron descansados y refrescados, me despedí de José y de los Atakapas, asegurándoles mi deseo de ser capaz de devolverles algunas recompensas por su cálida bienvenida, y reanudé mi viaje.
Louis Leclerc Milfort

En 1760, el francés Gabriel Fuselier de la Claire, llegando al territorio de los Atakapas, compró toda la tierra entre el río Vermilion y el bayou Teche, territorio del jefe Kinemo de los Atakapas del Este. Poco después, una tribu rival, los Appalousas (New Iberia), procedente de la zona comprendida entre los ríos Atchalafaya y Sabine, exterminaron a los Atakapas del Este.
William Powell Byrd (1799-1867), médico y fisiólogo, calificaba a los atakapas como caníbales. Señaló que tradicionalmente los atakapas aplastaban sus cráneos frontalmente y no occipitalmente como las tribus vecinas.
Los Atakapas comerciaban con la tribu Chitimacha en tiempos históricos. En el siglo XVIII, algunos Atakapa se casaron en la tribu Houma de Luisiana. Algunos miembros de la tribu Tunica-Biloxi se unieron a los Atakapas en el siglo XVIII.

## Cultura
Los atakapas comían rizomas y semillas del loto americano, mariscos y pescados. Las mujeres recolectaban huevos de aves, loto americano por sus raíces y semillas, así como otras plantas silvestres. Los hombres cazaban venados, osos y bisontes, que les proporcionaba carne, grasa y pieles. Las mujeres cultivaban maíz. Se procesaban carnes, huesos y pieles para preparar comida para su almacenamiento, así como para la confección de ropa, puertas de tienda de campo, herramientas, materiales de costura, flechas, bridas y aparejos para caballos y otros elementos necesarios para su supervivencia.
Los hombres hacían sus herramientas para la caza y pesca: arcos y flechas, lanzas con puntas de hueso y lanzas con puntas de pedernal. Utilizaban veneno para capturar peces, incluso usaban antorchas para encandilar a los caimanes mientras los cazaban alanceándolos en los ojos. Las personas ponían aceite de cocodrilo en su piel expuesta para repeler a los mosquitos. En 1719, los Atakapa obtuvieron caballos y los usaron para cazar bisontes. Tenían canoas para navegar por los pantanos y cerca de la costa, pero no se aventuraban lejos en el océano.
En el verano, las familias emigraban a la costa. En invierno, se trasladaban hacia el interior y vivían en aldeas de casas hechas de caña y paja. La tribu Bidai vivía en tiendas de piel de oso. Las casas de los jefes y curanderos las edificaban sobre los montículos dejados por culturas anteriores.

## Actualidad
Se cree que las tribus o subdivisiones atakapa más occidentales fueron diezmadas en la década de 1850, principalmente por las enfermedades infecciosas y la pobreza. Armojean Reon, de Lake Charles, Luisiana, que vivió a principios del siglo XX, se señaló como un hablante fluido del idioma atakapa.
Existen descendientes y han comenzado a organizarse para ser reconocidos como una tribu. Aunque comparten un linaje mixto de Atakapas-Ishak y otra ascendencia étnica, han mantenido su sentido de comunidad de cultura.
Los nombres de las ciudades de hoy en día en la zona se remontan al periodo de los Ishak, que se derivan tanto de su lengua y de las versiones francesas de las personas y los lugares. La ciudad de Mermentau por ejemplo, es una forma corrupta del jefe local Nementou. Plaquemine, como en Bayou Plaquemine Brûlée y Plaquemines Parish, se derivan de la palabra atakapa pikamin, que significa "caqui". Bayou Nezpiqué fue nombrado por un atakapa que se había tatuado la nariz. Queue de Bayou Tortue se creía que había sido nombrado Jefe de Celestine La Tortu, nación atakapa. El nombre Calcasieu es una transliteración francesa de un nombre atakapa: katkosh (llorar).
El 28 de octubre de 2006, la nación atakapa-ishak se reunió por primera vez en más de 100 años como "una nación". Un total de 450 personas procedentes de Luisiana y Texas. Rachel Mouton, la maestra de ceremonias y recién nombrada Directora de Publicaciones y Comunicaciones, presentó Billy LaChapelle, quien abrió la tarde con una oración tradicional en inglés y en atakapa.
En la ciudad de Lafayette, Luisiana están planificando una serie de senderos, financiados por la Administración Federal de Carreteras, que se llamarán el "Atakapa-Ishak Trail". Constará de un sendero para bicicletas conectando centros de la ciudad a lo largo de los pantanos Vermilion y Teche, que actualmente solo son accesibles a pie o en barco.

## Idioma atakapa
El idioma atakapa es una lengua aislada, que una vez se habló a lo largo de la costa este de Texas y de Luisiana. John R. Swanton propuso una familia de lenguas tunica que incluiría atakapa, tunica y chitimacha, que María Haas luego expandió a la familia de las lenguas del Golfo con la adición del muskogui. Estas familias propuestas no han sido probadas.